# Anarchici e Resistenza a Sestri Ponente
La voce Anarchici e Resistenza a Sestri Ponente inquadra una particolare situazione di resistenza antifascista venutasi a creare nella prima metà del 1900 a Genova nella zona operaia di Sestri.

## Anarchici e Resistenza in Italia
Per generalità sull'argomento e per la dislocazione e composizione delle squadre anarchiche nell'ambito della Resistenza sul territorio italiano: 

## Il caso di Genova
Per notizie storiche sulla situazione genovese:

## Introduzione
Il caso di Sestri Ponente, nel contesto del panorama italiano, è abbastanza particolare, ed il lavoro che fornisce maggiori informazioni sulla Resistenza anarchica a Genova è dovuto a Guido Barroero che nella generalità del suo studio sul tema approfondisce in modo ben particolareggiato la zona relativa a Sestri, situata nella parte occidentale del capoluogo e di composizione sociale prettamente operaia, stante la vicinanza di grandi aree industriali, Ansaldo in testa.
La classe operaia sestrese da anni non era più in condizioni di affrontare una lotta antifascista di piazza, gli ultimi scioperi risalivano al 1927 pur con limitata partecipazione della cittadinanza. Il fascismo aveva smantellato con lo squadrismo, con la connivenza degli organi di repressione dello stato prima, e con leggi ad hoc dopo la presa del potere, le organizzazioni sindacali e politiche della classe operaia. L'ultimo avvenimento di una qualche importanza storica era stato il congresso dell'USI nel 1925 tenutosi appunto a Sestri Ponente.

## Gli antefatti
Quello degli anni '30 è il periodo più duro per gli antifascisti: il fascismo oltre ad aver vinto militarmente è anche riuscito a crearsi qualche consenso in masse povere che pur con bassissimi salari possono comunque esser in grado di sostenersi miseramente. I compagni non espatriati dopo gli scontri a Sestri Ponente tentano comunque di mantenere viva la rete antifascista e utilizzando una frase di Danilo Montaldi, fra il triste ed il sarcastico, è il periodo dell'antifascismo da osteria. Chiuse tutte le sedi sovversive l'unico posto dove si può parlar di nascosto di politica con la scusa di bersi un buon bicchiere sono proprio le numerose osterie del quartiere operaio stando sempre accorti, però, a presenze non gradite: i delatori dell'OVRA. L'osteria che meglio si presta è il punto di ristoro della croce Verde sestrese, lo dimostrerà il fatto che molti dei caduti sestresi della Resistenza furono militi di tale associazione. Fra questi volontari vi furono infatti molti appartenenti alla leggendaria, per i sestresi, famiglia Stanchi, nucleo familiare composto completamente da antifascisti e anarchici. Edoardo (1855-1929), soprannominato il sovversivo, ebbe otto figli di cui quattro dirigenti sindacali e leader operai del Biennio Rosso che parteciperanno con efficienza agli scontri durante la Resistenza, mentre Carlo, soprannominato Carlin (1897-1981), Dante (1891-1957), Attilio (1894-1967), Roberto (1900-1952) erano militanti anarchici dell'USI, e parteciparono alla difesa della Camera del Lavoro di Sestri. Questi ultimi costretti a esiliare per sfuggire alle vendette fasciste, Carlin e i suoi fratelli, riparano in Francia nel 1922, ma nel 1923 Attilio e Carlin rientrano clandestinamente, Dante e Roberto restano a Marsiglia, a tiro. Dante e Roberto una volta individuati subiscono il carcere fascista, il confino e soprattutto la mancanza di lavoro, ma nel 1936 li ritroviamo miliziani antifascisti nella guerra di Spagna. Ritornati nel 1939 in Francia, Dante allo scoppio della seconda guerra mondiale tornerà in Italia per condividere la sorte dei parenti-compagni rimasti.

## I fatti
Durante il periodo di guerra arriva il turno dell'ultima generazione degli Stanchi, dove Dario, figlio di Enrico e Walter, figlio di Attilio, cadranno uccisi dai nazifascisti durante azioni partigiane in Piemonte nel 1944 (Walter non ancora sedicenne). Sono gli anarchici della generazione dei giovani della famiglia Stanchi che nei lassi di tempo in cui non sono in carcere o al confino o in esilio mantengono vivo l'ideale anarchico e rivoluzionario, i fratelli Dettori, i fratelli Piana, Francesco Alverino, Giovanni Mariani, Umberto Raspi, Armando Bugatti, Piero Ferioli, Giacomo Marcenaro, Antonio Castello, Mario Colandro, Folco Landi e altri anarchici strutturano una rete organizzativa che ha lo scopo di convincere i giovani operai di Sestri Ponente della necessità di prepararsi alla lotta contro il fascismo con gli incontri clandestini e con l'ancor più clandestina diffusione di stampa di propaganda antifascista. Vi sono alcune agitazioni in prospettiva di scioperi a livello locale e il 7 dicembre 1943 scende in sciopero l'Ansaldo Fossati, una delle aziende portanti dell'industria genovese. Lo sciopero è per rivendicazioni economiche e per il regime duro di fabbrica (incruditosi ancora di più con l'occupazione nazifascista). È il primo dei grandi scioperi nelle metropoli operaie del nord. A Genova è diretto dagli anarchici e dai sindacalisti con sotterranea opposizione di alti dirigenti comunisti di Genova ma non della base. Alcuni nomi li abbiamo già visti, come Bugatti, Dario Stanchi, Mario Daccomi ma ci sono anche vecchi anarchici quali Francesco Rangone, Cipriano Turco, Giorgio Serena. Il risultato della discesa in campo nello sciopero indipendentemente dai risultati dello sciopero stesso dal punto di vista di quanto ottenuto, e che inizia una fase di riorganizzazione della sinistra di matrice anarchica, e Sestri Ponente era un caposaldo anarchico negli anni '20 (vi era stato, in precedenza, nel 1942 una riunione, sempre a Sestri, in cui già in quel periodo si determinava la strategia della riorganizzazione; la relazione ricapitolativa dei lavori è di Emilio Grassini). È da rimarcare che se gli scioperi del marzo del 1943 hanno notevole successo a livello nazionale e sono una delle cause della caduta di Mussolini, per converso a Genova l'unica zona in cui hanno successo e adesione grosso modo è proprio la zona di Sestri Ponente. 
È l'ora di iniziare la Lotta Armata e vengono costituite sul territorio Gruppi di Azione Patriottica (GAP) e in seguito Squadre di Azione Patriottica (SAP). Nei GAP confluiscono molti anarchici e fra i sestresi si ricordano Rinaldo Ponte, Bruno Raspino, Emanuele Sciutto, Ernesto Rocca, Spartaco Graffioni e Carlo Stanchi. 
Per le SAP è più difficile individuare con precisione squadre e componenti: all'inizio del 1944 viene strutturata la Brigata SAP Errico Malatesta, al comando di Nicola Turcinovich, anarchico che era arrivato da Trieste dopo aver operato ivi per la riorganizzazione della Resistenza Anarchica. Vice di Turcinovich è Francesco Ogno e commissario politico Emilio Grassini che aveva tenuto relazione la ricapitolativa al congresso clandestino del 1942. Approssimativamente vi sono quattro distaccamenti che combattono fra Pegli e Cornigliano e Sestri Ponente è esattamente fra le due delegazioni e può costituire zona di buon rifugio se serve. In estate per motivi proprio di intervento locale con la possibilità di aver una certa sicurezza nella ritirata la Errico Malatesta viene ristrutturata in due Brigate, la Errico Malatesta propriamente detta agisce a Pegli e la Errico Malatesta bis che prende il nome Carlo Pisacane si occupa delle azioni militari a Cornigliano. Turcinovich è il comandante della Carlo Pisacane mentre Ogno della Errico Malatesta, mentre il distaccamento di Sestri Ponente assume il nome di Pietro Gori con grandissima autonomia operativa combattendo con le SAP, in particolare combatte di concerto con la Sap Longhi, le altre due SAP sestresi sono la Alpron e la Sordi. Il distaccamento Pietro Gori assieme alle SAP sestresi occupano militarmente Sestri Ponente e riescono a mantenerne il controllo per due giorni, il 25 e 26 ottobre del 1944 resistendo agli attacchi dei nazifascisti, la stessa formazione composita opererà comunque fino ai giorni dell'insurrezione: dal 23 al 25 aprile del 1945. Vi sono alcuni aspetti indicatori dell'importanza della Resistenza Anarchica a Sestri Ponente, Giovanni Mariani è un membro del direttivo dei Comitati di agitazione sindacale clandestini, il direttivo è composto da soli tre membri e coordina e dirige la lotta di fabbrica in tutta Genova, Antonio Castello, Pietro Caviglia, Giacomo Marcenaro sono negli organi dirigenti del CLN di Sestri Ponente quale delegazione rappresentante il Partito comunista, così come c'è una decisa rappresentanza anarchica nei CLN di fabbrica, soprattutto in quelle più grandi ovvero cantiere Ansaldo, Ansaldo Fossati, Piaggio, Manifattura Tabacchi. Inoltre i caduti anarchici (tralasciando simpatizzanti o anarchici non chiaramente inquadrabili in tale ideologia) di Sestri accertati sono una ventina: Pietro Bigatti, Mario Bisio, Natalino Capecchi, Antonio Castello, Giacomo Catani, Emanuele Causa, Mario Colandro, Mario Daccomi, Domenico De Palo, Otello Gambelli, Attilio Parodi, Rinaldo Ponte, Umberto Raspi, Bruno Raspino, Ernesto Rocca, Emanuele Sciutto, Dario Stanchi, Walter Stanchi, Cipriano Turco, Rizzieri Vezzola. Va ricordato che la famiglia Stanchi ha dato il suo contributo di sangue alla lotta antifascista con due giovani vite: Dario e Walter.